# Novobéjkov
Novobéjkov (en rus: Новобежков) és un poble (un possiólok) de l'óblast de Briansk, a Rússia, segons el cens del 2010 tenia 41 habitants. Pertany al districte de Zlinka.